# Ödön Mikecz

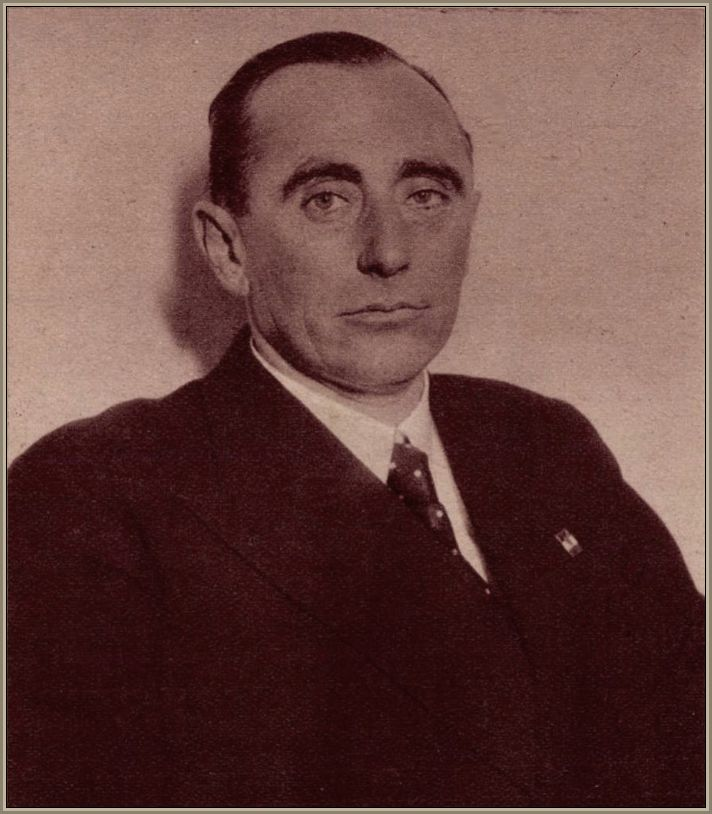
Ödön Mikecz

Ödön Mikecz (* 27. Mai 1894 in Budapest, Königreich Ungarn; † 21. Januar 1965 ebenda) war ein ungarischer Jurist und Politiker, der unter anderem 1938 Justizminister war.

## Leben
Ödön Mikecz begann nach dem Schulbesuch ein Studium der Rechtswissenschaften an der Universität Budapest sowie der Universität Zürich und nahm nach der anwaltlichen Zulassung 1923 eine Tätigkeit als Rechtsanwalt in Nyíregyháza auf. 1932 wurde er zum Obergespan (Főispán) für das Komitat Szabolcs-Ung ernannt und im Anschluss 1935 zum Leiter der Presseabteilung im Amt von Ministerpräsident Gyula Gömbös, ehe er 1936 zum Staatssekretär im Innenministerium berufen wurde.
Als Nachfolger von Andor Lázár wurde er am 9. März 1938 zum Justizminister (Igazságügy-miniszter) im Kabinett Darányi ernannt und bekleidete dieses Amt vom 14. Mai bis zu seiner Ablösung durch András Nagy am 15. November 1938 auch im Kabinett Imrédy, die er gemeinsam mit anderen konservativen Vertretern der regierenden Nationalen Einheitspartei NEP (Nemzeti Egység Pártja) verließ. 1940 wurde er Mitglied im Oberhaus (Felsőház) des Parlaments (Országgyűlés) und vertrat dort die Interessen von Szabolcs.
Während der Regierungen Sztójay und Lakatos bezog er Stellung gegen die Deutschen, die ab dem 19. März 1944 mit dem Unternehmen Margarethe das Land besetzt hatten. Nach Ende des Zweiten Weltkrieges zog er sich aus dem politischen Leben zurück und war von 1945 bis 1958 erneut als Anwalt tätig.
Sein Grab befindet sich auf dem Farkasréti temető, einem Friedhof im XII. Bezirk von Budapest.